# Cottonwood County
Cottonwood County är ett administrativt område i delstaten Minnesota i USA, med 11 687 invånare. Den administrativa huvudorten (county seat) är Windom. 

## Politik
Cottonwood County röstar i regel republikanskt. Republikanernas kandidat har vunnit området i samtliga presidentval under 2000-talet. I valet 2016 vann republikanernas kandidat med siffrorna 64,3 procent mot 29,3 för demokraternas kandidat, vilket var den största segern i området för en republikansk kandidat sedan valet 1960. Området har röstat för den republikanska kandidaten i samtliga presidentval sedan 1892 utom 1912, 1932, 1936, 1948, 1964 och 1996.

## Geografi
Enligt United States Census Bureau har countyt en total area på 1 681 km². 1 658 km² av den arean är land och 23 km² är vatten.  

### Angränsande countyn
- Redwood County - nord
- Brown County - nordost
- Watonwan County - öst
- Martin County - sydost
- Jackson County - syd
- Nobles County - sydväst
- Murray County - väst